# Clasă (filozofie)
În cel puțin o sursă, o clasă este o mulțime în care un membru individual poate fi recunoscut într-unul sau două moduri: a) este inclus într-o definiție extensională a întregii mulțimi (o listă a membrilor mulțimii); b) se potrivește cu o definiție intensivă a unui membru stabilit. Prin contrast, un „tip” este o definiție intensivă; este o descriere suficient de generalizată pentru a se potrivi fiecărui membru al unei mulțimi.